# 外園史明
外園 史明（ほかぞの ふみあき、1987年7月19日 - ）は、日本の男性漫画プロデューサー。
宮崎県出身。

## 来歴
1987年、漫画家である外薗昌也の長男として宮崎県に生まれた。自宅を引っ越したため、1990年からは東京都練馬区にて育つ。
1997年1月発行の「犬神」の主人公史樹のモデルは、息子の外園史明がモデルであり、幼少期秘密基地で捨て犬をこっそり飼っていたエピソードから発想を得て生み出されたのが犬神である。主人公史樹の名前も、史明からもじってある名前となっている。
2010年大学卒業後、父である外薗昌也のプロデュースを行うようになり、現在「鬼畜島」や「パンプキンナイト」など数多くのヒット作品を生み出す。

## 家族・親族
父は漫画家の外薗昌也、妹は『カオルの大切なモノ』での脚本・作画を担当しているミジンコである。

## 作品

### プロデュース漫画
- 幕末狂想曲RYOMA（リイド社） - プロデュース
- 赤い妹 （竹書房） - プロデュース
- 鞍馬天狗（リイド社） - プロデュース
- 鬼畜島（LINEマンガ） - プロデュース
- 臓物島（LINEマンガ） - プロデュース
- パンプキンナイト（LINEマンガ） - プロデュース
- 犬神改（リイド社） - プロデュース
- エマージング完全版（リイド社） - プロデュース
- 赤異本 （竹書房） - 原作提供、プロデュース
- 黒異本 （竹書房） - 原作提供、プロデュース
- 白異本（ぶんか社） - プロデュース
- インソムニア（KADOKAWA） - プロデュース
- Dr.モードリッド電子版（クリークアンドリバー） - プロデュース
- 鳥肌通信（芳文社） - プロデュース
- 殺戮モルフ（秋田書店） - プロデュース
- 蟲姫（ホーム社） - プロデュース
- 案山子村（ホーム社、竹書房、朝日新聞出版） - プロデュース
- 爆裂マシンガール（LINEマンガ） - プロデュース
- 恋する鬼畜島（LINEマンガ） - プロデュース
- 犬神カラー（LINEマンガ） - プロデュース
- エマージングカラー（LINEマンガ） - プロデュース
- 鬼畜大峠（LINEマンガ） - プロデュース
- あみクロ（LINEマンガ） - プロデュース
- 闇異本（LINEマンガ） - プロデュース
- カゾク（LINEマンガ） - プロデュース
- 犬神Re（LINEマンガ） - プロデュース
- 客船マニート（LINEマンガ） - プロデュース
- 名前のない怪物（宝島社、LINEマンガ） - プロデュース
- 蟲姫カラー（LINEマンガ） - プロデュース
- 尚子〜パンプキンナイト外伝〜（LINEマンガ） - プロデュース

### プロデュースアニメ
- カオルの大切なモノ（BS日テレ）- プロデュース、脚本、作画

## 出版物
- 『クソコンテンツを爆売れさせた ハリウッド流マーケティング術』（クロスメディア・パブリッシング（インプレス） (2021/8/27)） - 執筆